# 藤山寛美3600秒
『藤山寛美3600秒』（ふじやまかんび・さんぜんろっぴゃくびょう）は、1975年10月7日から1976年7月6日、および1977年4月8日から同年9月30日までNETテレビ→テレビ朝日系列局で放送されていた朝日放送製作の舞台中継番組である。その後も朝日放送では1979年10月7日から1980年3月23日まで『藤山寛美4500秒』や『藤山寛美75分』と題して放送されていた。

## 概要
いずれも、当時藤山寛美が座長を務めていた松竹新喜劇の舞台の模様を劇場から録画中継していた。タイトルの「3600秒」は1時間を、「4500秒」は1時間15分を秒単位で表したものである。
番組オープニングには藤山寛美本人と
劇団員がエキスポランドのジェットコースター「ダイダラザウルス」に乗ってるシーンを流し、藤山寛美本人が
「藤山寛美3600秒」とタイトルコールしていた

## 放送時間
いずれも日本標準時。

### 藤山寛美3600秒
- 火曜 20:00 - 20:55 （第1期）
- 金曜 21:00 - 21:54 （第2期）

系列外局の富山テレビでは、1981年頃に日曜 15:00 - 15:55にて放送されていた。

### 藤山寛美4500秒
- 日曜 13:45 - 15:00 （朝日放送） - プロ野球デーゲーム中継・阪神戦などとともに関西ローカルの単発特別番組枠『日曜お楽しみ劇場』で放送。
- 日曜 0:20 - 1:35 （土曜深夜、テレビ朝日） - 遅れネットで放送。